# Semipiano

Semipiano

In geometria è detto semipiano una delle parti di un piano delimitata da una retta giacente sullo stesso  piano, denominata origine del semipiano. Il semipiano si definisce chiuso se e solo se contiene i punti dell'origine; altrimenti si parla di semipiano aperto (Vedere anche insieme chiuso e insieme aperto).
Dal momento che esiste un numero infinito di rette che giacciono su un piano, esistono anche infiniti modi di dividere un piano in due semipiani: uno chiuso, l'altro aperto.
Ogni semipiano costituisce un insieme convesso.
Un angolo piatto è un semipiano.